# ジングル・ベル (ジャッキー吉川とブルー・コメッツの曲)
「ジングル・ベル」は、1966年11月1日に発売されたジャッキー吉川とブルー・コメッツの楽曲である。B面は「ブルー・クリスマス」である。両面曲ともカバー曲であり、インストゥルメンタル曲である。元々は1965年10月20日発売のブルー・コメッツのアルバム「クリスマスをエレキ・ギターで」に収録されていた曲のシングルカットである。また、CBSレーベル所属後に発表したブルー・コメッツのシングル盤では、この楽曲よりステレオ収録となった。

## 収録曲
| #         | タイトル                                 | 作詞      | 作曲       | 編曲                        | 時間 |
| --------- | ---------------------------------------- | --------- | ---------- | --------------------------- | ---- |
| 1.        | 「ジングル・ベル（Jingle Bells）」       |           | J.Pierpont | 井上忠夫 （ノンクレジット） | 2:38 |
| 2.        | 「ブルー・クリスマス（Blue Christmas）」 |           | J.Johnson  | 井上忠夫 （ノンクレジット） | 2:16 |
| 合計時間: | 合計時間:                                | 合計時間: | 合計時間:  | 4:54                        |      |

## 注
1. ↑  のち、1966年11月1日に当アルバムが再発売された際にタイトル名が「ブルー・コメッツのクリスマス」に改題された。